# Festuca scabriuscula
Festuca scabriuscula är en gräsart som beskrevs av Rodolfo Amando Philippi. Festuca scabriuscula ingår i släktet svinglar, och familjen gräs. Inga underarter finns listade i Catalogue of Life.